# Vorden vasútállomás
Vorden vasútállomás vasútállomás Hollandiában, Bronckhorst községben, Vorden településen.

## Vasútvonalak
Az állomást az alábbi vasútvonalak érintik:
- Zutphen–Winterswijk-vasútvonal

## Kapcsolódó állomások
A vasútállomáshoz az alábbi állomások vannak a legközelebb:
- Zutphen vasútállomás
- Ruurlo vasútállomás